# 阿列克谢·季基
阿列克谢·丹尼索维奇·季基（俄语：Алексей Денисович Дикий，1889年2月24日—1955年10月1日），苏联演员、导演。
出生在俄罗斯帝国叶卡捷琳诺斯拉夫（今乌克兰第聂伯罗）。年轻时候搬到哈尔科夫投奔姐姐玛丽亚·季科娃，他的姐姐是当地知名演员，帮助他成为了演员，6岁时就登台演出。
1909年，他来到莫斯科，在莫斯科艺术剧院，先后向Sofya Khalyutina、Konstantin Mardzhanov、康斯坦丁·斯坦尼斯拉夫斯基、Vladimir Nemirovich-Danchenko学习表演艺术。1910年被该剧院雇佣为演员。
1928年离开莫斯科艺术剧院，来到特拉维夫，成为哈比马剧院的导演。他指导了哈比马剧院的两部戏剧，一部是意地绪语的《我的天》，于1928年12月29日进行了首演。另一部是《皇冠》，于1929年5月23日举行了首演。在他的领导下，哈比马剧院在后来成为了以色列的国家剧院。
1931年，季基回到莫斯科，开设了自己的剧院工作室并教授演出。1934年，他与德米特里·肖斯塔科维奇一起创作了歌剧《穆森斯克郡的马克白夫人》。此歌剧在列宁格勒和莫斯科演出超过100场，成为其导演生涯的巅峰。然而1936年，苏共领导人约瑟夫·斯大林对此歌剧和二人的作品进行严厉批评。此批评对二人的人生和事业都造成严重的麻烦。季基被逐出莫斯科，成为列宁格勒托夫斯托诺戈夫大话剧院的导演。从此开始，他与演员鲍里斯·巴博奇金成为长期合作伙伴和挚友。此时处于大清洗时期，许多俄罗斯的知识分子受到清洗和镇压的威胁。1937年，季基被控告“从事反苏活动”而遭到逮捕，流放到了西伯利亚的古拉格进行劳动改造。1941年获释，但不准回到列宁格勒和莫斯科，在西伯利亚城市鄂木斯克工作了数年。
季基在1944年的苏联文宣电影《库图佐夫》中扮演主角米哈伊尔·库图佐夫。当时处于二战的苏德战争时期，斯大林对季基塑造的这个形象非常满意，赞赏他才华横溢的演出。因为这个角色，季基获得了斯大林奖，并获准回到莫斯科成为剧院导演。他被斯大林钦点为文宣电影中的斯大林扮演者，在多部文宣电影中塑造斯大林的形象，令斯大林非常满意。斯大林秘密派人将季基送到克里姆林宫里进行简短的会谈。斯大林说将季基投入监狱是必要的，这个国家的任何一个人都应该经历流放和监狱生涯。后来季基告诉学生说自己所扮演的斯大林是一个危险、可怕、渴望权力的独裁者。斯大林喜欢季基在电影中扮演的自己。
斯大林曾于1946年、1947年、1949年（两次）、1950年共计五次将斯大林奖颁发给季基。1949年，获得苏联人民艺术家称号。1947年，因其在电影《海军上将纳希莫夫》中扮演的角色，在威尼斯电影节上获得“最佳演员”的提名。
1952年，季基根据米哈伊尔·叶夫格拉福维奇·萨尔蒂科夫-谢德林的小说《树荫》（Тени）改编成同名电影。挚友鲍里斯·巴博奇金在电影里出演一位名叫Klaverov的腐败官员。这部电影暗讽苏联的腐败官员，激怒了莫斯科市长叶卡捷琳娜·福尔采娃。她在真理报上撰文，对此进行猛烈抨击。后来福尔采娃成为苏联文化部长，禁止了这部电影的公开演出，并对二人的公开演出进行审查。这使季基开始酗酒和沮丧，导致其他的健康问题。1955年在莫斯科因为心脏衰竭逝世，葬于新圣女公墓。